# 僕を救ってくれなかった君へ
『僕を救ってくれなかった君へ』（ぼくをすくってくれなかったきみへ）は小南泰葉の2枚目のフルアルバム。2015年12月2日にEMI RECORDSからリリースされた。

## 概要

### 背景
フルアルバムとしては、2013年5月の『キメラ』以来、約2年半ぶり。その間に、EPリリース、配信EP、ライブツアー、楽曲提供などの活動を挟みリリースされた。

### 制作
作品全体のプロデューサーとしてSilky Voiceを迎えて制作された。
メッセージを伝えることに重点を置いて制作され、ギター弾き語りから肉付けするなど、従来と異なる制作手法も採用された。

### 音楽性・構成
本作の制作にあたっては、音楽活動を続ける中から変化を求める心境に至ったことから、小南自身についての固定観念を取り払うことを目標に置いたという。そのため、苦手としてきた赤裸々なメッセージを伝えることを大幅に取り入れている。
また、リスタートの意味も込めて、本作のイメージカラーは従来の小南の印象と異なる白である。一方で、（ボーナストラックを除く）アルバム最後の曲「ブリリアントブルー」では、色鮮やかな世界を歌い締めくくっている。
音楽による救いを求める気持ちから、アルバムのテーマを救済としている。リード曲は「傷」である。

### パッケージ
本作のイメージカラーである白を基調としたアートワークで彩られている。
初回盤と通常盤の2エディションでリリースされ、パッケージやジャケット写真が異なるほか、初回盤にはPV・オフショットを収録したDVDが付属している。

## ツアー
リリースにあたって全国のタワーレコードで、インストアライブツアー「僕を救ってくれなかった君へ」が開催された。
また、ライブツアー「僕を救済するツアー 2016」が2016年3月に開催された。